# Metaliomys sevierensis
A Metaliomys sevierensis az emlősök (Mammalia) osztályának rágcsálók (Rodentia) rendjébe, ezen belül a tasakosegér-félék (Heteromyidae) családjába tartozó fosszilis faj.
Az eddigi felfedezések szerint nemének az egyetlen faja.

## Előfordulása
A Metaliomys sevierensis a késő miocén korszakban élt tasakosegér-féle volt, melynek maradványait az Amerikai Egyesült Államokbeli Utah nevű államban találtak meg. Vele együtt egy kis ökoszisztéma is előkerült, amely többféle rágcsálót - köztük a rokon Diprionomys minimust - és egy nyulat is tartalmazott.

## Fordítás
- Ez a szócikk részben vagy egészben  a   Metaliomys című angol Wikipédia-szócikk ezen változatának fordításán alapul.  Az eredeti cikk szerkesztőit annak laptörténete sorolja fel. Ez a jelzés csupán a megfogalmazás eredetét és a szerzői jogokat jelzi, nem szolgál a cikkben szereplő információk forrásmegjelöléseként.